# Ozouer-le-Voulgis
Ozouer-le-Voulgis – miejscowość i gmina we Francji, w regionie Île-de-France, w departamencie Sekwana i Marna.
Według danych na rok 1990 gminę zamieszkiwało 1286 osób, a gęstość zaludnienia wynosiła 114 osób/km² (wśród 1287 gmin regionu Île-de-France Ozouer-le-Voulgis plasuje się na 580. miejscu pod względem liczby ludności, natomiast pod względem powierzchni na miejscu 314.).